# Purushottapur
Purushottapur o Purushottamapuram (Ciutat de Purushottama) o Jagannath, és un poble del districte de Ganjam a Orissa a 19° 31′ 15″ N, 84° 57′ 00″ E / 19.52083°N,84.95000°E a la riba del Rashikuliya, que progressivament ha obligat a retirar la ciutat per evitar ser arrossegada. La població el 1881 era de 3.962 habitants però actualment encara és inferior. És famosa per pilar de Tougodo (un llogaret a 6 km al nord) que porta un edicte d'Asoka, i que està datat del 250 aC, similar al pilar de Dhauli a Cuttack i al del fort d'Allahabad. Sembla que al lloc hi va haver una gran ciutat; la inscripció es dirigeix als habitants de les muntanyes Kaphalinga; la zona arqueològica és coneguda com el Fort de Laca, i es suposa que el fort que hi havia era inexpugnable.